# Urganch nemzetközi repülőtér
Az Urganch nemzetközi repülőtér (IATA: UGC, ICAO: UTNU) nemzetközi repülőtér Üzbegisztánban, Urganch közelében.  Éves utasforgalma 360 000 fő (2019).

## Futópályák
A repülőtér futópályái:
- 13/31 (3373 m, aszfalt)

## Forgalom
Az utasforgalom az elmúlt években az alábbi módon változott:
| 2019 | 360 000 |

## Légitársaságok és úticélok
2023-ban a Urganch nemzetközi repülőtérről az alábbi járatok indulnak:
| Légitársaság        | Célállomások |
| ------------------- | --- |
| Aeroflot            | Moszkva–Seremetyjevo (újrakezdődik 2023 december 15-től) |
| Azerbaijan Airlines | Baku |
| IrAero              | Moszkva-Domogyedovó |
| Red Wings Airlines  | Asztrahán, Moszkva–Zsukovszkij |
| Rossiya Airlines    | Szentpétervár, Szocsi |
| S7 Airlines         | Moszkva-Domogyedovó |
| SCAT Airlines       | Aktau |
| Turkish Airlines    | Isztambul |
| Uzbekistan Airways  | Aktau, Buhara, Fergana, Isztambul, Moszkva–Vnukovo, Párizs-Charles de Gaulle repülőtér, Szentpétervár, Taskent, Volgograd Szezonális: Róma–Fiumicino, Milánó–Malpensa |